# 包鼐
包鼐（1448年—？），字汝和，浙江嘉興府嘉興縣人，民籍，明朝政治人物。

## 生平
成化四年（1468年）戊子科浙江鄉試第八十四名舉人，十四年（1478年）戊戌科三甲第一百八十二名進士。授碭山縣知縣，升監察御史，被論劾，致仕歸里，與項忠、金禮等結檇李耆英會，集詩文為一集。

## 家族
曾祖包成甫；祖父包珪，恩例冠帶；父包俊。母王氏；繼母李氏。具慶下。兄包鼎（成化十四年進士），弟包鼒、包鼏。妻顧氏。